# Signe de Murphy
En medicina, el signe de Murphy és una maniobra durant un examen físic com a part de l'examen abdominal. És útil per diferenciar el dolor al quadrant superior dret. Normalment, és positiu en la colecistitis, però negatiu en la coledocolitiasi, la pielonefritis i la colangitis aguda.

## Durant l'exploració física
Clàssicament, el signe de Murphy es realitza en posició supina; es realitza demanant al pacient que expiri i després col·locant suaument la mà per sota del marge costal dret a nivell de la línia clavicular mitjana (la ubicació aproximada de la vesícula biliar). Normalment, durant la inspiració, el contingut abdominal s'empeny cap avall a mesura que el diafragma es mou cap avall (i els pulmons s'expandeixen). Si el pacient deixa d'inspirar (ja que la vesícula biliar és sensible i, en moure's cap avall, entrant en contacte amb els dits de l'examinador) i el pacient fa un gest de dolor (sovint interrompent la inspiració), la prova es considera positiva.

## Valor predictiu
El signe de Murphy té una alta sensibilitat i un valor predictiu negatiu, encara que l'especificitat no és alta.